# Jacob Regnart
Jacob Regnart (Douai, 1540 - Praga, 15 de octubre de 1599) fue un compositor neerlandés.

## Biografía
Regnart nació en Douai, uno de cinco hermanos. Su primera aparición documentada es en 1560 como tenor en la Hofkapelle de Praga bajo el gobierno de Maximiliano II de Habsburgo; Regnart afirmó haber trabajado allí desde 1557. En 1564 se publicaron sus primeros trabajos; se mudó a Viena y luego a Italia, donde estudió desde 1568 hasta 1570. Los primeros frutos de estos estudios, Il primo libro delle canzone italiane, se publicarían en 1574, con numerosos volúmenes posteriores.
En noviembre de 1570 se convirtió en instructor del coro de la capilla de Maximiliano, y tras la muerte de este, el emperador Rodolfo II de Habsburgo lo contrató como miembro de su Hofkapelle. Fue en la década de 1570 cuando aparecieron sus volúmenes de Teutsche Lieder (canciones alemanas) de tres voces, impresas por los Gerlachs de Nuremberg; se vendieron muy bien, fueron reimpresos varias veces y varios compositores los arreglaron en tablatura. En octubre de 1579, se convirtió en vice-maestro de capilla, sucediendo a Alard du Gaucquier; Al año siguiente, Orlandus Lassus dio su nombre como un reemplazo para el puesto de Antonio Scandello como Maestro de capilla en Sajonia, pero Regnart no aceptó el puesto, prefiriendo permanecer empleado bajo los Habsburgo. Sin embargo, en 1582, el archiduque Fernando le pidió que reemplazara a Alexander Utendal como vice-maestro de capilla y aceptó, mudándose a Innsbruck en abril de 1582. En 1584, Regnart produjo música para una comedia escrita por el archiduque, aunque ahora está perdida. En el día de Año Nuevo de 1585, Regnart se convirtió en Maestro de capilla y renovó las actividades musicales de la corte con gran éxito, contrató a muchos nuevos cantantes holandeses e italianos y se hizo bastante rico.
En 1588, Regnart publicó una colección de motetes que mostraban su apoyo a la reforma católica. En 1590, Regnart y tres de sus cuatro hermanos, todos músicos consumados, publicaron una colección conjunta de motetes. Fernando había planeado convertirlo en un noble por sus esfuerzos, pero murió antes de que pudiera hacerlo; El archiduque Matías, su sucesor, completó el proceso en 1596. Cuando Fernando murió, su Hofkapelle se disolvió, y Regnart se mudó de Innsbruck a Praga en 1596, donde se convirtió en vice-maestro de capilla bajo Monte hasta su muerte en 1599.
Las obras de Regnart fueron regularmente antologizadas hasta bien entrado el siglo XVII, y su música fue tenida en alta estima por teóricos como Michael Praetorius y Jacob Burmeister. La primera edición moderna de sus obras fue completada por Richard Eitner en 1895; Corpus Mensurabilis Musicae publicó una nueva edición en la década de 1970.